# Gaspard Le Roux
Gaspard Le Roux (París, c. 1660-ibídem, c. 1707) fue un compositor, clavecinista y organista francés activo en París a finales del siglo XVII.

## Vida
Poco o casi nada se sabe de su vida; es mencionado a menudo como formando parte de una extensa lista de profesores reputados en el París de la época. Se debe su relativo anonimato al hecho de no haber formado parte de la corte de Versalles, por lo que su identidad real, en el supuesto de que usara un pseudónimo, ha dado lugar a bien variadas hipótesis. Nace sobre 1660 y muere como muy tarde en 1706. 

## Obra
Se conservan 6 suites para uno o dos clavecines, aparecidas en 1705. Gaspard Le Roux precisa en el preámbulo que estas obras pueden ser tocadas sobre otros instrumentos con bajo continuo; ofrece incluso una contraparte para la ejecución a dos claves o incluso en trio. Estas obras se inscriben en la tradición francesa que va de D’Anglebert a Couperin, pero aún en su escaso número, poseen una gran originalidad. Suele hablarse de la similitud entre el tema de su giga en la mayor y el del preludio de la suite inglesa en la misma tonalidad de J.S. Bach. Este pudo haberlo tomado prestado (las suites inglesas son de composición posterior), a no ser que ambos lo hubieran adaptado de Charles Dieupart, músico francés emigrado a Francia, quien lo había publicado en 1701.

## Partituras
IMSLP Fac-similé de l'édition originale et gravures modernes des pièces de clavecin. 

## Enlaces
- YouTube Suite I en ré mineur à 2 clavecins par Les Clavecins-Réunis: Jan Devlieger et Guy Penson.
- YouTube Pièces en ré majeur : Allemande grave, La Lorenzani - Courante - Sarabande gaie - Gavotte, par Les Cyclopes: Bibiane Lapointe et Thierry Maeder, clavecins.
- YouTube Gigue en sol majeur pour 2 clavecins par Paul Cienniwa et Michael Sponseller, en récital à la First Church de Boston.